# Oh Love
Vous lisez un « bon article » labellisé en 2012.
Singles de Green Day
When It's Time
(2010) Kill the DJ
(2012)
Oh Love est une chanson du groupe américain de punk rock Green Day. Elle est sortie le 16 juillet 2012 en tant que premier single extrait de ¡Uno!, le neuvième album studio du groupe.
La chanson sort initialement en format numérique avant d'être éditée sur un maxi intitulé Oh Love E.P. et en CD single au cours du mois d'août. Le style de la chanson est classé à sa sortie par les médias et par le groupe lui-même comme de la power pop, préfigurant le style de leur nouvel album ¡Uno! qui sort deux mois plus tard. Oh Love reçoit des critiques mitigées dans la presse mais se classe tout de même dans plusieurs classements de ventes internationaux et en particulier à la première place du classement Rock Songs établi par le magazine américain Billboard.

## Genèse
Green Day est un groupe américain de punk rock et de pop punk formé en 1987 et originaire de la Oakland en Californie. Le groupe est composé depuis 1990 du guitariste et chanteur Billie Joe Armstrong, du bassiste Mike Dirnt et du batteur Tré Cool.
L'enregistrement de Oh Love débute lorsque le groupe annonce le 15 juin 2012 qu'il est en studio pour enregistrer un nouvel album. La chanson avait déjà été jouée lors d'un concert secret du groupe le 28 octobre 2011,. Celle-ci est alors enregistrée aux Jingletown Studios à Oakland en Californie en même temps que toutes les autres chansons des albums ¡Uno! (neuvième album studio de Green Day sur lequel figure le titre), ¡Dos! et ¡Tré!.
Green Day annonce que Oh Love est choisie comme premier single de cet album. Il sort alors le 16 juillet 2012 uniquement en téléchargement sous le label Reprise Records, deux mois avant la sortie de l'album, et est diffusé sur la chaîne YouTube du groupe le même jour. En plus de cette sortie, un maxi contenant la chanson est annoncé le 20 juillet et sort le 14 août uniquement dans les magasins de la grande distribution américaine Walmart. Oh Love est finalement aussi éditée en format CD single, le 8 août au Japon et le 31 août en Allemagne, en Autriche et en Suisse. Le clip de la chanson est dévoilé un mois après sa sortie, le 16 août.

## Caractéristiques artistiques

### Éditions
La chanson Oh Love est présente sur plusieurs formats et éditions différents. D'une part, une édition simple de la chanson en format numérique et sur la version japonaise du single, et d'autre part accompagnée d'anciennes chansons du groupe sur un maxi intitulé simplement Oh Love E.P. et sur la version germanique du single. Le maxi contient en plus de Oh Love quatre chansons enregistrées lors de concerts et issues des deux précédents albums du groupe : American Idiot et Boulevard of Broken Dreams issues de American Idiot, et 21 Guns et Know Your Enemy issues de 21st Century Breakdown. La version germanique contient en plus la chanson American Idiot.
Toutes les paroles sont écrites par Billie Joe Armstrong, toute la musique est composée par Green Day.
| 1. | Oh Love | 5:04 |

| Maxi édition Walmart | Maxi édition Walmart              | Maxi édition Walmart | Maxi édition Walmart | Maxi édition Walmart | Maxi édition Walmart | Maxi édition Walmart | Maxi édition Walmart | Maxi édition Walmart | Maxi édition Walmart |
| No                   | Titre                             | Durée                |                      |                      |                      |                      |                      |                      |                      |
| -------------------- | --------------------------------- | -------------------- | -------------------- | -------------------- | -------------------- | -------------------- | -------------------- | -------------------- | -------------------- |
| 1.                   | Oh Love                           | 5:04                 |                      |                      |                      |                      |                      |                      |                      |
| 2.                   | American Idiot (Live)             | 2:55                 |                      |                      |                      |                      |                      |                      |                      |
| 3.                   | Boulevard of Broken Dreams (Live) | 4:22                 |                      |                      |                      |                      |                      |                      |                      |
| 4.                   | 21 Guns (Live)                    | 5:22                 |                      |                      |                      |                      |                      |                      |                      |
| 5.                   | Know Your Enemy (Live)            | 3:11                 |                      |                      |                      |                      |                      |                      |                      |
| 20:57                |                                   |                      |                      |                      |                      |                      |                      |                      |                      |

| 1. | Oh Love | 5:02 |

| 1. | Oh Love        | 5:03 |
| 2. | American Idiot | 2:54 |

### Pochette
La couverture du single de Oh Love est dévoilée le 20 juillet 2012. Elle reprend le style de la pochette d'album de ¡Uno!. On peut y voir sur la droite un feu tricolore avec à la place des couleurs et formes traditionnelles une croix verte, une croix jaune et un cœur mauve. Sur la gauche, sont visibles les inscriptions « Green Day » en jaune et en lettres capitales, au-dessus de « Oh Love » en blanc et également en capitale. Le fond de l'image est bleu clair avec un motif en spirale.
La pochette du maxi est similaire à celle du single. Une différence est à noter sur le feu tricolore, où cette fois sont visibles un couple s'embrassant sur fond vert, issu de la pochette de l'album 21st Century Breakdown, une grenade jaune, issu de la pochette de l'album American Idiot et une croix mauve. Le reste est identique, à l'exception des couleurs. Cette fois, « Green Day » est écrit en bleu et le fond est rouge.
Ces deux pochettes sont très colorées et leurs teintes sont acidulées et fluos.

### Thème et composition
Oh Love a une durée de cinq minutes et deux secondes et son style peut être classé comme de la power pop. Les instruments utilisés sont ceux d'une formation classique de rock, à savoir une guitare, une basse, une batterie et du chant. Le tempo est de 83 pulsations à la minute et la tonalité est le la bémol majeur. La progression d'accords utilise sur le refrain un enchaînement classique I-IV-I-V-I, soit des accords de la , ré  et mi . Le magazine Billboard note que la partie de guitare est simple et que la tonalité est similaire à celle des premiers enregistrements du groupe. Comme le titre de la chanson l'indique, elle parle d'amour et de la volonté de tomber amoureux.

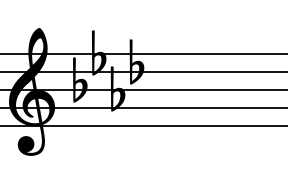
Tonalité de la bémol majeur.

La chanson commence par un couplet chanté avec une seule guitare comme accompagnement. Les autres instruments apparaissent sur le pré-refrain et continuent sur le refrain. Elle se poursuit alors par un nouvel enchaînement couplet/refrain puis par un court solo. Un nouveau couplet est alors chanté à la manière du premier, avec une seule guitare comme accompagnement. La chanson se termine enfin par un refrain final.

## Clip vidéo
Le clip vidéo de la chanson, dévoilé le 16 août 2012, est réalisé par Samuel Bayer, qui avait déjà réalisé ceux de l'album American Idiot. Le clip montre une vision idyllique et stéréotypée de la vie de rocker. En effet, on peut y voir le groupe en train de répéter dans un grand studio avec des danseuses dévêtues allongées sur des canapés en train d'écouter le groupe jouer.

## Accueil

### Critiques
Dès la sortie du single, il est noté que la chanson est peu accrocheuse et pas aussi puissante que 21 Guns et Know Your Enemy, deux des derniers singles du groupe. Elle reçoit cependant plusieurs bonnes critiques. Sur le site Artist direct, Rick Florino donne cinq étoiles sur cinq à la chanson, en notant que « Oh Love est Green Day à son paroxysme » et que « les déplacements de guitare imposants de Billie Joe Armstrong sont en synchronisation parfaite avec la rythmique calculée de Tré Cool tandis que Mike Dirnt maintient une ligne de basse lisse ». Dans Rolling Stone, le journaliste David Fricke lui attribue la note de quatre étoiles sur cinq, soulignant que la chanson est « un condensé addictif de pop-hook de classe et de fondamentaux de crunchy-punk ». La chanson est également notée quatre étoiles sur cinq sur le site PopCrush, le journaliste remarquant qu'« elle ressemble à une version beaucoup plus courte et un peu plus accessible de la piste épique Jesus of Suburbia de l'album American Idiot ».
Oh Love reçoit toutefois une critique très mitigée sur NME. La chanson est comparée à « un pétard mouillé, [au] bruit du réveil paresseux d'une bête soporifique tirée de son profond sommeil, et courant après sa queue pendant plus de cinq minutes, plutôt qu'[à] un retour rugissant et plein d'adrénaline d'un monstre. ». Sur le site albumrock, le journaliste donne une critique négative de la chanson en disant qu'« on n’osera pas trop parler de Oh Love, à moins d’un simple qualificatif : ridicule ».
Le style de Oh Love est comparé dans Rolling Stone à celui de l'album Quadrophenia du groupe britannique The Who, et le chant d'Armstrong dans le premier couplet à celui de John Lennon.

### Position dans les classements
La chanson Oh Love est classée dans plusieurs classements mondiaux dans les jours et semaines qui suivent sa sortie. Elle débute directement à la première place du classement américain Rock Songs, qui classe les chansons de rock alternatif selon leurs diffusions sur les radios. Elle atteint 13 millions d'écoutes sur 145 radios reportées. Ce n'est à ce moment que la troisième chanson à atteindre directement la première place de ce classement à sa sortie après The Catalyst de Linkin Park le 21 août 2010 et Rope de Foo Fighters le 12 mars 2011. Oh Love atteint également la troisième place du Alternative Songs, un autre classement américain basé sur les diffusions radiophoniques. C'est la vingtième chanson de Green Day à atteindre le top 10 de ce classement. Le single ne se classe cependant qu'à la 97e place du classement Billboard Hot 100, qui classe toutes les chansons selon leurs ventes de single et leurs diffusions à la radio. Dans les autres classements de ventes mondiaux, Oh Love atteint son meilleur classement au Japon en se plaçant à la onzième place.
| Classement (2012)                            | Meilleure position |
| -------------------------------------------- | ------------------ |
| Allemagne (Media Control AG)                 | 44                 |
| Australie (ARIA)                             | 72                 |
| Belgique (Flandre Ultratip)                  | 23                 |
| Canada (Hot 100)                             | 45                 |
| Canada (Active Rock)                         | 1                  |
| Canada (Alternative Rock)                    | 3                  |
| États-Unis (Hot 100)                         | 97                 |
| États-Unis (Rock Songs)                      | 1                  |
| États-Unis (Alternative Songs)               | 3                  |
| Italie (FIMI)                                | 44                 |
| Japon (Hot 100)                              | 5                  |
| Pays-Bas (Single Top 100)                    | 88                 |
| Pologne (ZPAV)                               | 34                 |
| République tchèque (Rádio Top 100 Oficiální) | 32                 |
| Royaume-Uni (Rock Chart)                     | 32                 |